# Chichi-pui
chichi-pui（ちちぷい）は、日本の人工知能アート作品専用投稿ウェブサイト。

## 概要
pixivなどに類するイラスト投稿ソーシャル・ネットワーキング・サービスであるが、投稿できる作品はNovelAIなどの人工知能ツールを使用して制作された作品に限定されている。このウェブサイトでイラストを投稿するユーザーのことは「呪文者」と呼ばれている。
2022年12月30日に「AIイラスト紅白戦」を開催し、7日間で1400以上の作品が投稿された。

## 特徴
ユーザーは作品を投稿する際に、使用したAIの名前と制作時に入力したプロンプトとネガティブプロンプトを表記する。

## 反応
サービス開始から一月で登録会員数は5000人に達し、二か月で1万人となった。